# Huangnibu Shuiku
Huangnibu Shuiku är en reservoar i Kina. Den ligger i provinsen Jiangxi, i den sydöstra delen av landet, omkring 120 kilometer söder om provinshuvudstaden Nanchang. I omgivningarna runt Huangnibu Shuiku växer i huvudsak blandskog.
Genomsnittlig årsnederbörd är 2 066 millimeter. Den regnigaste månaden är juni, med i genomsnitt 330 mm nederbörd, och den torraste är oktober, med 24 mm nederbörd.